# Don Juan DeMarco
Don Juan DeMarco – amerykański film obyczajowy z 1995 w reżyserii Jeremy’ego Levena.

## Fabuła
Dr Jack Mickler jest zgorzkniałym i wypalonym emocjonalnie psychiatrą, który udaje się na emeryturę. Jego ostatnim pacjentem zostaje młody mężczyzna, który twierdzi, że jest Don Juanem, a po zawodzie miłosnym zamierzał popełnić samobójstwo. Lekarz podczas terapii zauważa zmiany emocjonalne, jakie w nim zachodzą pod wpływem opowieści snutych przez pacjenta.

## Obsada
- Johnny Depp – John Arnold De Marco/Don Juan
- Marlon Brando – Dr Jack Mickler
- Faye Dunaway – Marilyn Mickler
- Géraldine Pailhas – Doña Ana
- Franc Luz – Don Antonio
- Bob Dishy – Dr Paul Showalter
- Rachel Ticotin – Doña Inez
- Talisa Soto – Doña Julia

## Nagrody i nominacje
Oscary za rok 1995
- Najlepsza piosenka – Have You Ever Really Loved a Woman, muz. i sł. Michael Kamen, Bryan Adams, Robert John Lange (nominacja)

Złote Globy 1995
- Najlepsza muzyka – Michael Kamen (nominacja)
- Najlepsza piosenka – Have You Ever Really Loved a Woman (nominacja)